# Vegetals gegants

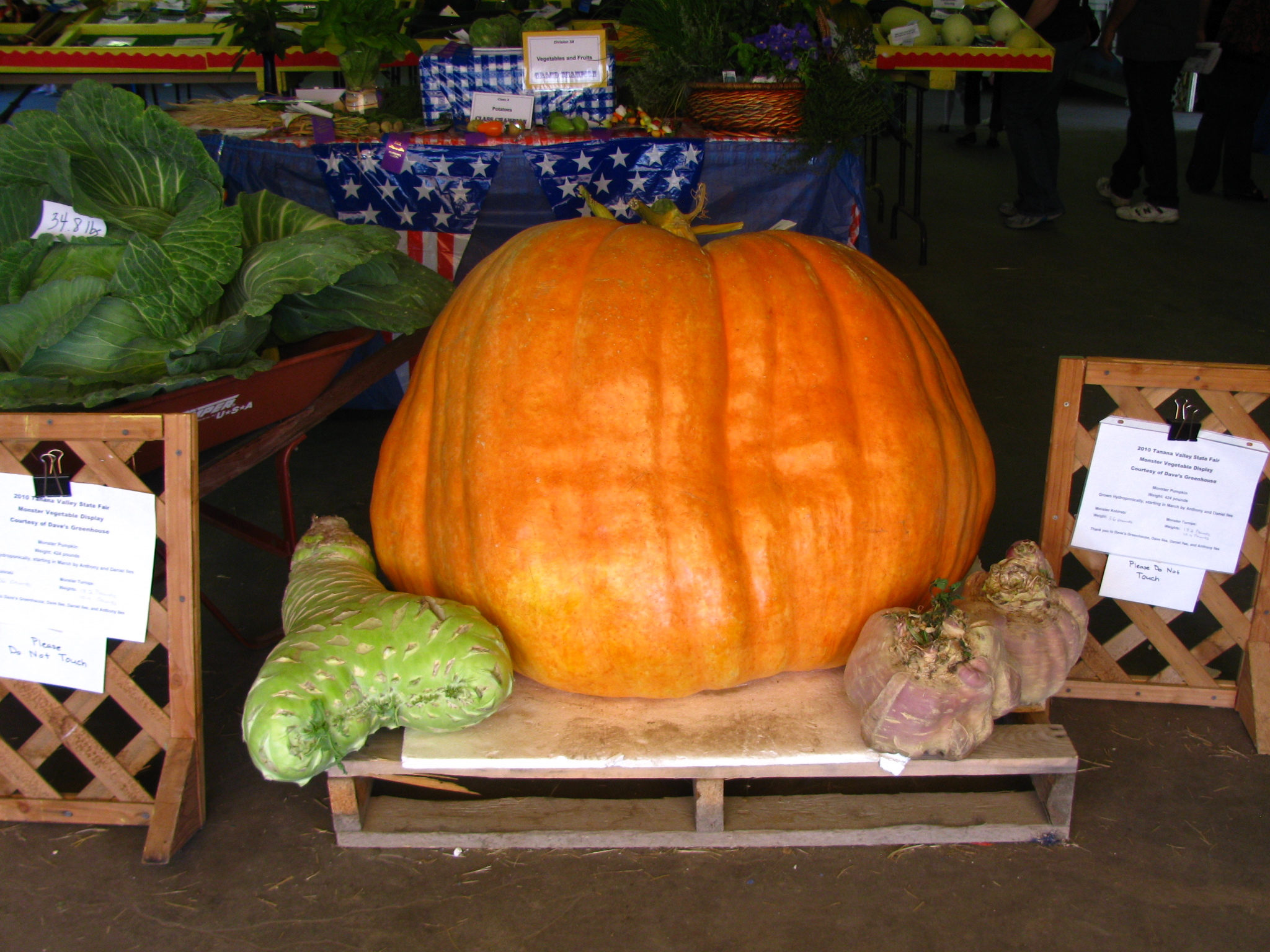
Carbassa gegant

El cultiu de vegetals gegants és una activitat lúdica practicada com a passatemps per moltes persones arreu del món. Es considera una ocupació creativa, lleugerament vigoritzant i gairebé màgica.
Segons Bernard Lavery, autor de llibres sobre el tema, el cultiu de vegetals gegants és fàcil quan es disposa de les llavors adequades. Lavery és el rei indiscutible dels vegetals gegants. Entre els seus èxits disposa de 3 registres de vegetals la mida dels quals ha estat rècord mundial. Lavery ofereix assessorament sobre tècniques de cultiu i llavors gratuïtes per a tots els aficionats i aficionades que es vulguin registrar en el seu club.